# Чорум
Чору́м (тур. Çorum) — город и район в Северной Турции, административный центр провинции (ила) Чорум. Чорум расположен в 244 км от Анкары и в 608 км от Стамбула. Население — 294 807 человек по данным 2018 года, преимущественно турки, средняя высота над уровнем моря — 820 м. Узел шоссейных дорог. Торговый центр сельскохозяйственного района (зерновые, фрукты, животноводство). Пищевая и цементная промышленность.

## География
Чорум расположен на Анатолийском плоскогорье, на значительном удалении от Чёрного моря. Климат резко континентальный: лето жаркое и долгое, зима снежная, холодная.

## История
В древности территория провинции Чорум была составной частью Хеттского царства, а в частности на территории самой провинции располагалась её столица Хаттуса.
Долгое время территория провинции принадлежала Риму и Византии, в конце XI века началось плавное её присоединение к государству Сельджукидов, окончательно Чорум стал принадлежать туркам в начале XIII века.
В XV веке территория Чорума входит в состав молодой и сильной Османской империи.
В начале июня 1980 года в Чоруме произошли столкновения суннитов и алевитов (алавитов), так называемая резня в Чоруме.

## Население города
| Год  | Население, человек |
| ---- | ------------------ |
| 2000 | 161 321            |
| 1990 | 116 810            |
| 1985 | 96 725             |
| 1980 | 75 726             |
| 1975 | 65 000             |
| 1970 | 57 576             |
| 1960 | 34 726             |